# Gabriel z Athosu
Gabriel (ur. i zm. w X w.) – święty mnich chrześcijański.
Według hagiografii pochodził z Iberii. Był mnichem athoskiego monasteru Iwiron w okresie, gdy kierował nim jako przełożony inny późniejszy święty, Jan z Athosu. Szczegóły jego życia nie są znane. Zachowane żywoty informują jedynie, iż prowadził wyjątkowo surowe życie, cały czas zachowując milczenie, przebywając zimą w klasztorze, zaś latem w górach otaczających Iwiron.
Najbardziej znanym wydarzeniem z życia Gabriela jest odnalezienie Iwerskiej Ikony Matki Bożej, którą według hagiografii miał wyłowić z morza, będąc już w podeszłym wieku. Na Gabriela jako jedynego mnicha godnego przenieść ikonę z wody do klasztoru miała wskazać sama Matka Boża. Ona też przekazała Gabrielowi, by wbrew zwyczajowi nie umieszczali wizerunku w świątyni monasterskiej, lecz nad bramą wjazdową prowadzącą do Iwironu, co miało wskazywać na jej szczególną opiekę względem mnichów klasztoru.